# 陽気婢
陽気婢（ようきひ、1966年4月7日 - ）は、日本の漫画家。男性。大阪府出身。大阪大学卒業。

## 来歴・人物
大学卒業前に漫画家デビュー。卒業後は都銀に勤めていたが、1年で退社。『キャンディータイム』での連載などを経て、『週刊ヤングマガジン』、『快楽天』などに作品を発表している。男性の理想を具体化したような作品が多く、エロティックなシーンのある漫画が主である。代表作に『2×1』『えっちーず』『眠れる惑星』など。
趣味はフライ・フィッシング、好物はカレーライス。

## 好きな漫画家
単行本「眠れる惑星」カバー折り返しに記載されている「好きな漫画家」一覧。
星里もちる、永野のりこ、ふくやまけいこ、黒田硫黄、福島聡、植芝理一、あさりよしとお、桜玉吉、うすた京介、伊藤潤二、松本次郎、岩明均、谷川史子、小畑健、渡辺多恵子、天竺浪人、SABE、古屋兎丸、桑田乃梨子、園田健一、藤島康介、士郎正宗、武富智、ウエダハジメ、山本直樹、櫻見弘樹、喜国雅彦、島本和彦、奥浩哉、藤田和日郎、細野不二彦、浦沢直樹、高橋留美子、諸星大二郎、外薗昌也、竹本泉、すぎむらしんいち、花見沢Q太郎、唐沢なをき、吉田戦車、ロクニシコージ、田丸浩史、吉田蛇作、末広雅里、森永みるく、福山庸治、こうの史代、松本剛、華倫変、坂口尚、手塚治虫

## 心に残るマッドサイエンティスト
単行本「ドクター&ドーター」カバー折返しに記載。
- パトリック・コーリー（カート・シオドマク著『ドノヴァンの脳髄』より）
- ローガン博士（ジョージ・A・ロメロ監督作『死霊のえじき』より）
- すげこまくん（永野のりこ著『GOD SAVE THE すげこまくん!』より）
- ウォルター・ビショップ（米国TVドラマ『フリンジ』より）

## 作品リスト
初版年代順。
- マジック・マッシュルーム - 富士美コミックス。
- Doki dokiきのこパーティ - フランス書院XXコミックスより
- フレックスキッド - 徳間書店少年キャプテンコミックスより、全2巻
- 2×1 - ワニマガジンコミックスより全1巻。後にOVA化される。だが当時の自主規制からか、女性キャラクターはスレンダーなラインを得意とする作者のキャラクターより巨乳に描かれた。
- えっちーず - ワニマガジンコミックスより全5巻。後にOVA化される。
- ちょっとHな課外授業 - フランス書院コミック文庫。
- いつもギラギラする日 - 茜新社ニンジンコミックスより、「マジック・マッシュルーム」「Doki dokiきのこパーティ」からの再録と追加。
- Doki dokiきのこパーティ-PLUS- - 茜新社テンマコミックスより、「マジック・マッシュルーム」「Doki dokiきのこパーティ」からの再録と追加。
- 日本の裸族
- 彼女の自由- ワニマガジンコミックス。
- 身想心裡- 講談社ヤンマガKCデラックス。
- 内向エロス
- ロケハン - 小学館サンデーGXコミックス。
- PSI遊記 - 富士美コミックス。茜新社ニンジンコミックスより新装版としても再刊行。
- 眠れる惑星 - 小学館サンデーGXコミックス。
- ドクター&ドーター
- 脳カレ
- 薬多江町へようこそ
- ラブホール